# Federal One
Federal One (ou Federal Project Number One) était le nom générique d'un groupe de projets culturels mis en place par la Work Projects Administration, dans le cadre du New Deal, dans les États-Unis des années 1930. L'objectif était de soutenir l'activité des créateurs et des écrivains pendant la Grande Dépression.

## Les programmes
Les cinq programmes étaient :
Federal Writers’ Project (FWP) pour les écrivains
Historical Records Survey (HRS) pour les monuments historiques
Federal Theatre Project (FTP) pour les acteurs
Federal Music Project (FMP) pour les musiciens
Federal Art Project (FAP) pour les arts plastiques
Le Federal Theatre Project devait créer cinq théâtres nationaux dans les villes de New York, Los Angeles, Chicago, Boston et La Nouvelle-Orléans. Il subventionna des pièces de théâtre, dont les thèmes furent parfois contestés.
Le Federal Writers' Project a permis de lancer la carrière d'écrivains comme John Huston ou Arthur Miller. 
Federal One s'interrompit avec la Seconde Guerre mondiale  : le Congrès américain vota sa suppression le 30 juin 1939.